# Jens Lehmann
Jens Gerhard Lehmann (*10. listopadu 1969 v Essenu) je bývalý německý fotbalový brankář a reprezentant. Mimo Německo působil na klubové úrovni v Itálii a Anglii.

V prosinci 1997 se stal v dresu FC Schalke 04 prvním brankářem v historii německé Bundesligy, kterému se podařilo vstřelit gól ze hry (bylo to proti Borusii Dortmund, kdy v závěru zápasu vyrovnal po rohovém kopu hlavou na konečných 2:2). V německé Bundeslize vstřelil celkem 2 góly.

## Klubová kariéra
Jeho kariéra začala v roce 1989 v týmu Schalke 04, jehož barvy hájil téměř deset let. Jeho začátky byly plné úskalí. Největší krizi zažil v roce 1993 v zápase proti Bayeru Leverkusen, kdy byl hanebně o poločase vystřídán po svých třech hrubkách, po kterých padly góly. Proto raději tehdy opustil stadion dřív než zápas skončil a místo klubovým autobusem se dopravil domů sám vlakem. Postupem času se však stal silným brankářem vyhlášeným pro svou nezlomnou povahu.
Hrdinou se stal v roce 1997, kdy ve finále Poháru UEFA zvládl penaltový rozstřel proti Interu Milán a zneškodnil pokus Ivána Zamorana. Díky tomu jeho tým vyhrál.
Ze Schalke odešel v roce 1998 do AC Milán, ale nehrál dobře a nastoupil jen v pěti zápasech. Proto se rozhodl raději vrátit do Německa, kde začal nastupovat za Borussii Dortmund s níž vyhrál Bundesligu v sezóně 2001/2002.
K Arsenalu Londýn se Lehmann připojil 25. června 2003. V jeho první sezóně odchytal za Arsenal všechny zápasy a dopomohl mu tak k vítězství v Premier League bez jediné prohry. Často se mluví o jeho temperamentu a nepřiměřených gestech, kterými reaguje na spoluhráče, aniž by jeho tým byl podroben tlaku utkání. Nejvíce se diskutovalo o jeho nesmyslném vyloučení v zápase proti Tottenhamu Hotspur nebo jeho čím dál častějších minelách a agresivních projevech. To mimo jiné způsobilo, že už nebyl tak jasnou jedničkou v polovině sezóny 2004/2005 a o místo musel bojovat se Španělem Manuelem Almuniou, který si začal budovat post jedničky Arsenalu. Nicméně Almunia začal dělat spoustu chyb a tak mu „dovolil“ získat post jedničky zpět.
V další sezóně, ačkoli Arsenal znovu nedosáhl na titul, se mohl pyšnit svou spolehlivostí a stal se tak jedním z nejlepších brankářů působících v Anglii. Ironicky byly jeho úspěchy v této sezóně uťaty až v nejdůležitějším zápase, a to v zápase o titul Ligy mistrů, kde obdržel červenou kartu za zákrok mimo pokutové území.
V roce 2008 odešel do německého klubu VfB Stuttgart, ve kterém působil až do léta 2010, kdy oznámil konec své bohaté kariéry.
Avšak již v březnu 2011 se vrátil k fotbalu, podepsal totiž krátkodobý kontrakt s Arsenalem, který měl nedostatek gólmanů, během jedné chvíle se mu totiž zranili hned 3 brankáři.

## Reprezentační kariéra
Svůj debut v A-mužstvu Německa zaznamenal 18. 2. 1998 v přátelském zápase v Maskatu proti reprezentaci Ománu (výhra 2:0). Celkem odehrál v letech 1998–2008 v německém národním týmu 61 zápasů.
Největší pozornosti v reprezentaci se těšil hlavně díky souboji o místo brankářské jedničky s hráčem Bayernu Mnichov Oliverem Kahnem. Ačkoli byl Kahn mnohem zkušenější v reprezentačních zápasech, už v dubnu 2006 někdejší trenér německé reprezentace prohlásil Lehmanna jasnou jedničkou pro světový šampionát odehrávající se v Německu.
Rivalita mezi ním a Kahnem byla obrovská. Úspěšnější z dvojice Kahn dával během šampionátu jasně a hlasitě najevo, že se mu pozice brankářské dvojky vůbec nelíbí. Přesto ve čtvrtfinále, které Německo sehrálo proti Anglii, zašel za ním a před penaltovým rozstřelem mu popřál mnoho štěstí. Toto gesto napomohlo Lehmannovi, aby přátelsky nabídl Kahnovi místo v základní sestavě v zápase o 3. místo, ve kterém Německo zvítězilo.

## Přestupy
- z FC Schalke 04 do AC Milan za 4 300 000 eur
- z AC Milan do Borussia Dortmund za 4 000 000 eur
- z Borussia Dortmund do FC Arsenal za 3 500 000 eur
- z FC Arsenal do VfB Stuttgart zadarmo

## Úspěchy

### Klubové
- 1× vítěz italské ligy (1998/99)
- 1× vítěz německé ligy (2001/02)
- 1× vítěz anglické ligy (2003/04)
- 1× vítěz anglického poháru (2004/05)
- 1× vítěz anglického superpoháru (2004)
- 1× vítěz Poháru UEFA (1996/97)

### Reprezentační
- 3× na MS (1998, 2002 – stříbro, 2006 – bronz)
- 3× na ME (2000, 2004, 2008 – stříbro)
- 2× na Konfederačním poháru (1999, 2005 – bronz)

### Individuální
- 2× nejlepší brankář UEFA (1997, 2006)
- All Stars Team MS (2006)